# Peugeot 106
Peugeot 106 (укр. Пежо 106) — міський автомобіль фірми Пежо. Випускався з 1991 по 2003 рік. Загалом виготовлено 2 798 300 автомобілів.

## Історія

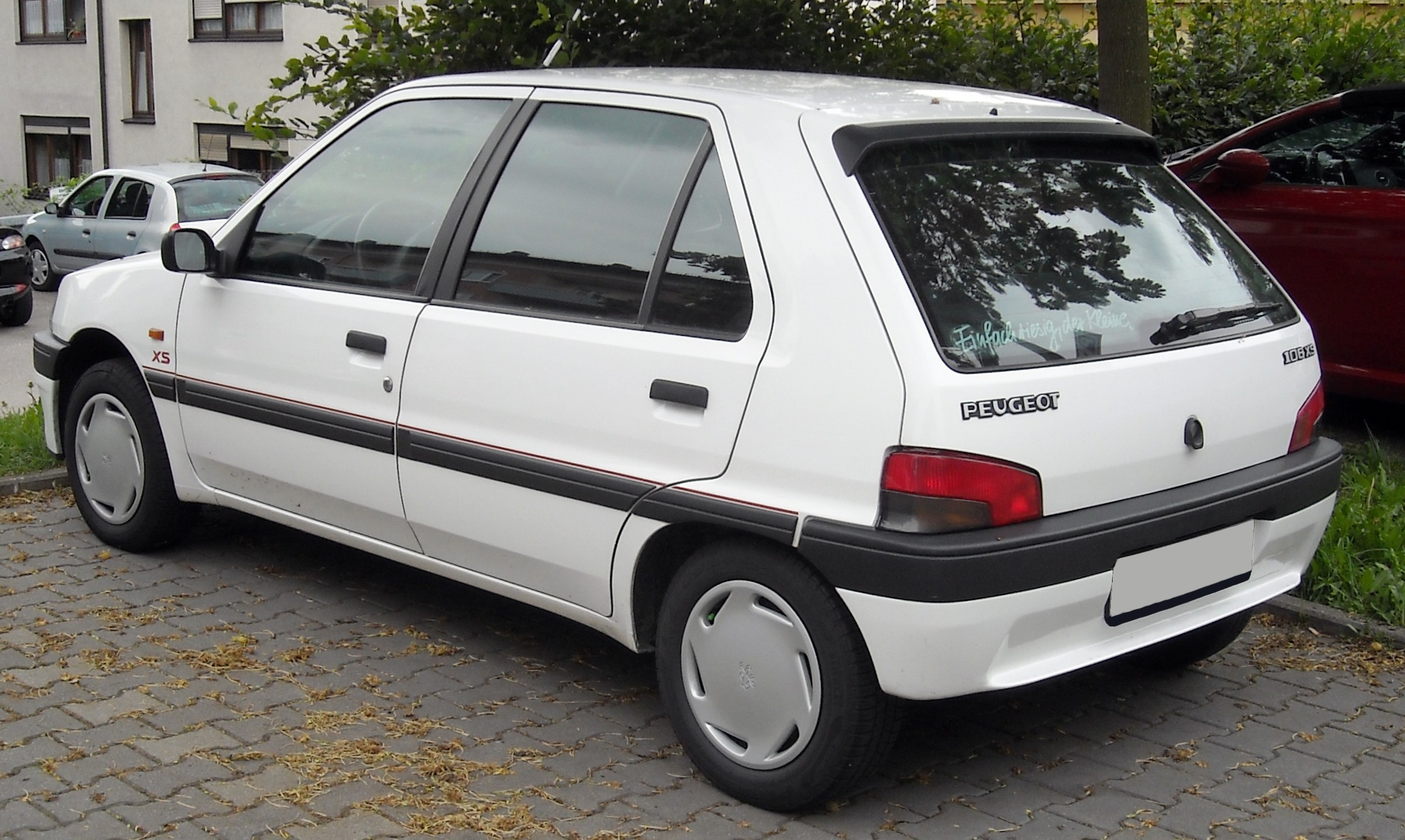
Peugeot 106 (1992–1996)

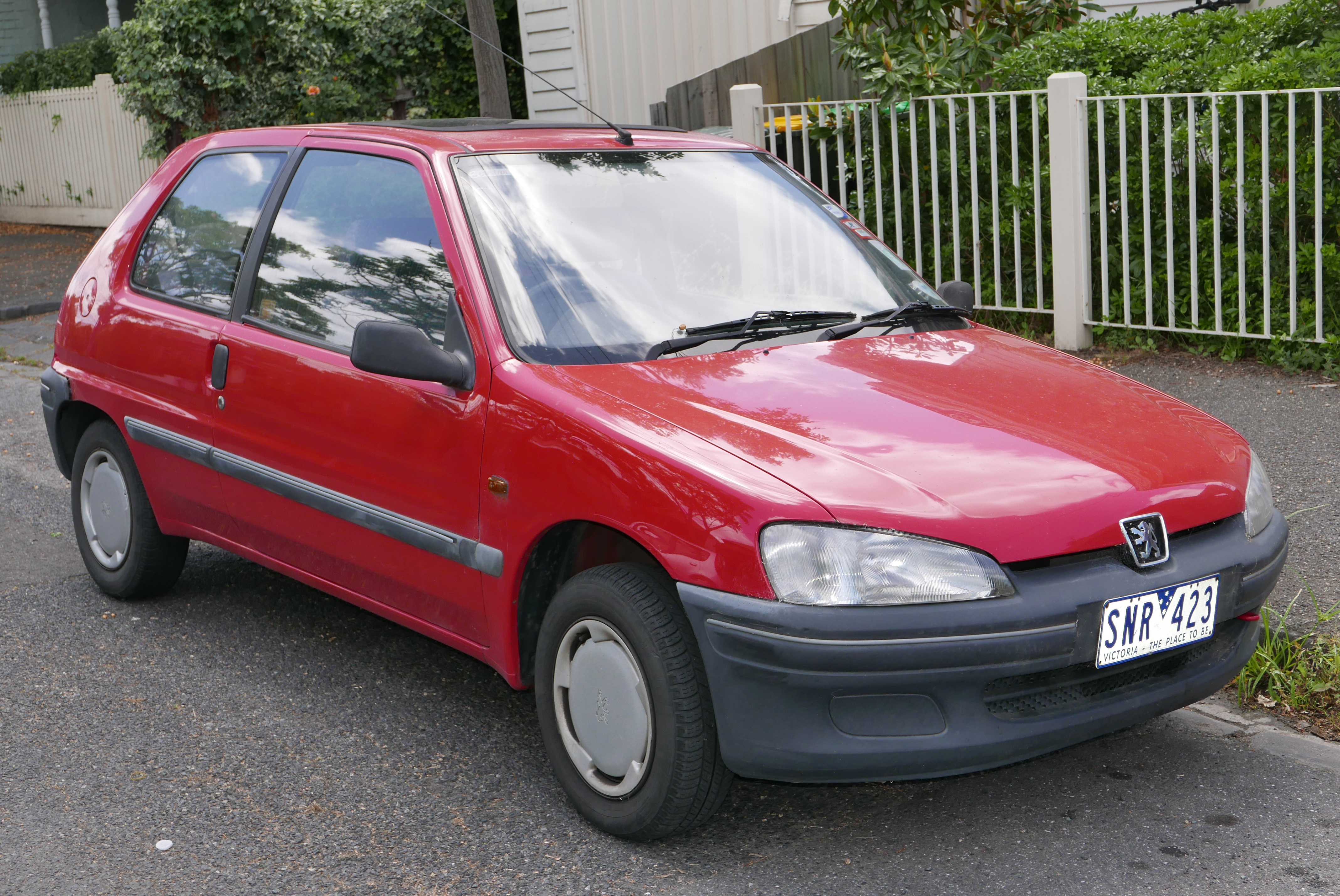
Peugeot 106 (1999–2003)

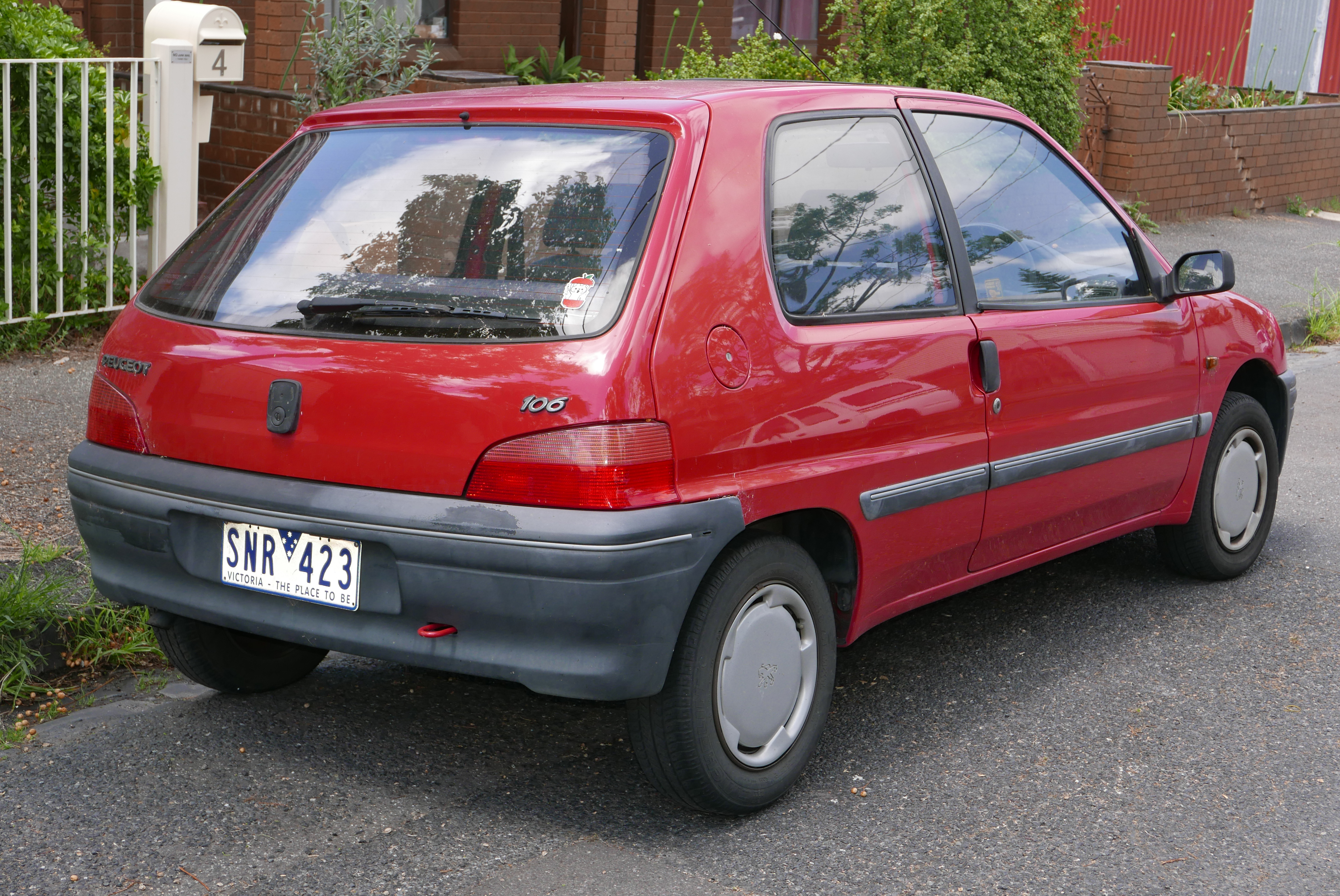
Peugeot 106 (1999–2003)

Peugeot 106 з'явився в 1991 році. Найменша модель французької автомобільної компанії спершу випускався як 3-дверний хетчбек, але в 1992 році почалося виробництво 5-дверної моделі. Спочатку автомобіль вироблявся з бензиновими двигунами наступних параметрів: 1124 см³ / 60 к. с., 954 см³ / 50 к. с., 1361 см³ / 75 к. с., 1361 см³ / 94 к. с., а коробка передач була механічною. Але в 1992 році вийшла модифікація з дизельним двигуном 1361 см³ / 50 к. с. В 1993 році бензинові двигуни набувають ще більшу потужність: 1294 см³ / 98 к. с. і 1587 см³ (88/103 к. с.) В 1994 році з'являються версії з дизельним двигуном 1,5 л/57 к. с. З 1995 року Peugeot 106 випускається з 3-ступінчастою коробкою автомат.
В 1996 році автомобіль злегка змінив зовнішність, і переніс повну модернізацію під капотом — нова лінійка двигунів складалася з: 1,1 л / 60 к. с., 1,4 л / 75 к. с., 1,6 л / 88 к. с., 1,6 л / 101 к. с., 1,6 л 16 кл. / 118 к. с., дизель 1,5 л / 57 к. с.
Завдяки повному оцинкуванню, невеликий кузов Пежо 106 не піддається корозії, надовго зберігаючи свій первозданний вигляд. Екстер'єр даної моделі відповідає всім тенденціям 90-х років, демонструючи якісний французький підхід. Творці хотіли додати зовнішньому вигляду 106-ї моделі спортивності, про що свідчить низька посадка і масивні повітрозабірники під переднім бампером. З боків розміщуються молдинги середньої ширини, які виконують додаткову захисну функцію. Автомобіль має велику площу заскління і вузькі стійки, що забезпечує водієві хороший всебічний огляд дороги.
З 1999 року Peugeot 106 втратив популярність, що викликано виходом на ринок нової моделі Peugeot 206. А в 2002 році була випущена в обмеженій кількості серія Peugeot 106 Independence. Відрізнялися від звичайних модифікацій автомобілі металевим забарвленням, новим оригінальним оформленням салону і наявністю гідропідсилювача керма.
Виробництво Peugeot 106 припинилося в 2003 році, і його наступником восени 2005 році став Peugeot 107.

## Двигуни
- 1.0 L I4
- 1.1 L I4
- 1.3 L I4
- 1.4 L I4
- 1.6 L I4
- 1.4 L I4 diesel
- 1.5 L I4 diesel
- SA13 electric

## Модифікації
- XN — з вельми скромним додатковим обладнанням.
- XR 1.1 — з найменшою витратою палива з усієї гами 106-х з бензиновими двигунами.
- XRD — із системою центрального блокування замків та електричними склопідйомниками.
- XS — 3-дверна версія з 1,6-літровим двигуном, випускається з 1995 року.
- XSi — з найпотужнішим двигуном у всій гамі автомобілів 106 серії. Володіє хорошими гальмами і красивим салоном.